# أميتامرو الثاني

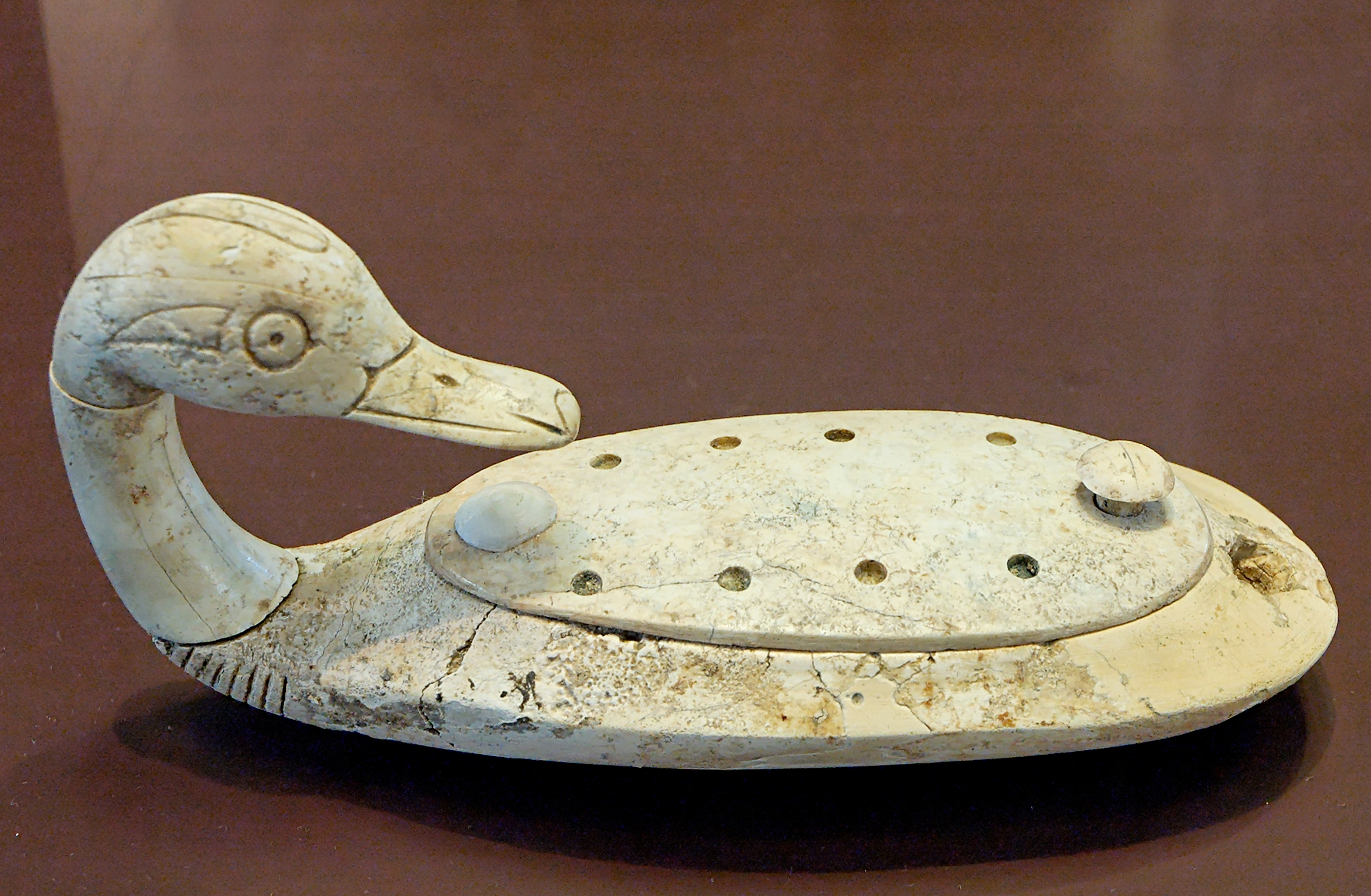
وعاء بط مصنوع من ناب فرس النهر يعود تاريخه إلى القرن الثالث عشر قبل الميلاد.

كان أميتامرو الثاني ملكًا لمدينة أوغاريت السورية القديمة الذي حكم من 1260 إلى 1235 قبل الميلاد. حكم لمدة 25 عامًا، لكونه ابن الملك السابق نقميبا، الذي اشتهر بإجباره على توقيع معاهدة التبعية للحثيين. مثل كل ملوك الأوغاريتانيين الآخرين، هناك إشارات قليلة جدًا عنه. ومع ذلك، فمن المعروف أنه معاصر لبنتيسينا الأموري. يُفترض أن أميتامرو الثاني قد استخدم ختم جده، نقددو الثاني بدلاً من ختم الأسرة الحاكمة الذي يقرأ: «يقروم، ابن نقمدو، ملك أوغاريت»، الذي كان يستخدمه عادةً ملوك أوغاريت.